# Hélder Reis (economista)
Hélder Manuel Gomes dos Reis, mais conhecido como Hélder Reis (Lisboa, 25 de março de 1969), é um economista, gestor, político e professor universitário português. É atualmente o Secretário de Estado do Desenvolvimento Regional, tendo sido o assessor económico do Presidente da República entre 2016 e 2024. Foi o Secretário de Estado Adjunto e do Orçamento entre 2013 e 2015. 

## Formação
É licenciado em economia pelo Instituto Superior de Economia e Gestão.
É mestre em economia monetária e financeira pelo Instituto Superior de Economia e Gestão, com tese na área orçamental.
É doutorado em gestão pela Universidade Lusíada de Lisboa.

## Política
Foi Diretor-Geral do Gabinete de Planeamento, Estratégia, Avaliação e Relações Internacionais do Ministério das Finanças, o GPEARI.
Em 1999 assumiu, ainda no Ministério das Finanças funções na Direção-Geral de Estudo e Previsão (DGEP), tornando-se também membro do conselho de administração do Banco de Desenvolvimento do Conselho da Europa (CEB).
Em 2004 tornou-se adjunto dos Secretários de Estado dos Assuntos Fiscais durante a XV Legislatura, cargo que ocupou durante as 2 legislaturas seguintes, XVI e XVII.
Entre 2010 e 2013 foi coordenador da Comissão para o Acompanhamento do Acordo de Cooperação Económica entre Portugal e São Tomé e Príncipe.
Esteve envolvido em diversos grupos de trabalho tais como o grupo de trabalho para a monitorização da execução orçamental (2011), grupo de trabalho para o estudo da política fiscal, competitividade, eficiência e justiça do sistema fiscal (2009), grupo de trabalho para a revisão da Lei das Finanças Regionais (2006), grupo de trabalho para a revisão da Lei das Finanças Locais e grupo de trabalho para a reforma da tributação do património.
Desde 1993 que é professor universitário nas áreas de macroeconomia e econometria. Tem diversas publicações na área fiscal e orçamental. Atualmente dá aulas no Instituto Superior de Ciências Sociais e Políticas, Universidade de Lisboa.
Foi Secretário de Estado Adjunto e do Orçamento entre 2013 e 2015, no XIX Governo Constitucional e, entre 2016 e 2024, foi o assessor económico do Presidente da República, Marcelo Rebelo de Sousa. Desde 2024, é o Secretário de Estado do Desenvolvimento Regional do XXIV Governo Constitucional.
A 7 de março de 2022, foi agraciado com o grau de Grande-Oficial da Ordem da Instrução Pública. A 10 de março de 2025, foi agraciado com o grau de Grande-Oficial da Ordem do Mérito.

## Vida
Foi professor do ex-primeiro-ministro Pedro Passos Coelho.
Leciona em conjunto com o ex-primeiro-ministro Pedro Passos Coelho nas áreas relacionadas com a macroeconomia no curso de Administração Pública do Instituto Superior de Ciências Sociais e Políticas